# Diphyus ventralis
Diphyus ventralis là một loài tò vò trong họ Ichneumonidae.